# Centro histórico de Guadalajara
El Centro Histórico de Guadalajara es un barrio de la capital del estado de Jalisco. Allí se fundó la ciudad el 14 de febrero de 1542 y se construyó la primera iglesia. Limita por el norte con los barrios Santuario y El Retiro; por el oriente con los barrios La Perla, Sagrado Corazón, San Juan de Dios y Analco; por el sur con Mexicaltzingo; y al occidente con los barrios Americana Oriente y Capilla de Jesús. Es un importante centro turístico, educativo y comercial.

## Límites
Los límites del centro histórico están determinados:
- Por el norte: La Calle de San Felipe
- Por el sur: La Avenida de la Paz
- Por el occidente: La Calzada del Federalismo, trazada en los años 1970.
- Por el oriente: La Calzada Independencia, que sigue el antiguo cauce deD
- Es una de las vías más tradicionales de la ciudad.

## Demografía
El centro histórico cuenta con una población de 5,330 habitantes, de los cuales 2,583 son hombres y 2,747 son mujeres. La edad mediana es de 32.5 años.
En transporte público, cuenta con rutas a todas las zonas de la ciudad. El barrio es principalmente servido por la estación Guadalajara Centro del Tren Eléctrico Urbano de Guadalajara. Mi Macro Calzada en la Calzada Independencia, la frontera oriental del barrio, también la conecta con otros puntos de la ciudad. 

## Sitios de interés
Lista de los edificios más representativos tanto religiosos como civiles de las distintas etapas históricas de la arquitectura virreinal, del México independiente y previo a la Revolución mexicana que pertenecen al cuadro del Centro Histórico de Guadalajara:

### Museos
- Casa Museo López Portillo
- Museo de Cera
- Museo de la Ciudad
- Museo del Tequila y el Mariachi
- Museo Regional de Guadalajara

### Iglesias
- Catedral Metropolitana de Guadalajara
- Templo de San Agustín
- Templo de Nuestra Señora de Aranzazú
- Templo de Capuchinas
- Templo de Nuestra Señora del Carmen
- Exconvento del Carmen
- Templo de San Francisco de Asís
- Templo de Santa María de Gracia
- Templo de Jesús María
- Templo de Nuestra Señora de la Merced
- Templo de Nuestra Señora del Pilar
- Templo de Santa Teresa de Jesús

### Arquitectura
- Biblioteca Iberoamericana Octavio Paz
- Palacio de Gobierno de Jalisco
- Palacio de Justicia de Jalisco
- Palacio Legislativo de Jalisco
- Palacio Municipal de Guadalajara
- Palacio de Velasco
- Teatro Degollado

### Otros sitios de interés
- Mercado Corona
- Plaza de Armas de Guadalajara
- Plaza de la Liberación
- Plaza Guadalajara
- Rotonda de los Jaliscienses Ilustres